# Militärwissenschaftsverlag
Der Militärwissenschaftsverlag (chinesisch 军事科学出版社, Pinyin Jūnshì kēxué chūbǎnshè, englisch Military Science Press bzw. Military Science Publishing House) ist ein Verlag in der Volksrepublik China, der im März 1983 gegründet wurde und seinen Sitz in Peking hat. Er gehört zur Akademie für Militärwissenschaften der Chinesischen Volksbefreiungsarmee (AMS). Zu seinen Publikationen zählen umfangreiche Militärgeschichtswerke, Nachschlagewerke und fachspezifische Monographien, darunter The Science of Military Strategy.

## Publikationen (Auswahl)
- Military Strategy Research Department, China Academy of Military Science: The Science of Military Strategy. Beijing: Military Science Press (2013) Online
  - chinesisch — FAS
  - englisch — US Air University.af.edu (In Their Own Words)
- Peng Guangqian and Yao Youzhi's (eds.) (2005) The Science of Military Strategy 2001. Translated and published by Military Science Publishing House
- People's Liberation Army Military Terminology [中国人民解放军军语], Beijing: Military Science Press, 2011
- Liu Yan, 100 Year History of China's Ranks (中国军衔百年史略), Beijing: Academy of Military Science Press, 2007
- Zhongguo junshi baike quanshu [Chinese military encyclopedia]. Beijing: Academy of Military Science Publishers, 1997.
- Zhongguo renmin jiefangjun da shiji 1927–1982 [People’s Liberation Army chronicle, 1927–1982]. Beijing: PLA Academy of Military Science, 1983.
- Zhongguo renmin jiefangjun shi de 70 nian [Seventy years of the PLA]. Beijing: Military Science Press, 1997.
- Zhongguo junshi tongshi [中國軍事通史 General Military History of China]. Beijing: Junshi kexue chubanshe, 1998
- Deng Xiaoping Junshi wenji [Ausgewählte Werke Deng Xiaopings im Militärbereich]. Band 1–3. Beijing: Junshi kexue chubanshe, 2004
- Deng Xiaoping: Deng Xiaoping lun guofang he jundui jianshe [Deng Xiaoping on national defense and army building]. Beijing: Junshi kexue chubanshe 1992
- Selected Readings from Marxist Military Theories. Beijing: Military Science  Press, 2008.
- Mao Zedong Military Collected Works. Beijing: Military Science Press, Central Party Literature Press, 1993.
- Mao Zedong’s Military Manuscripts After Founding of the Nation. Beijing: Military Science Press, Central Party Literature Press, 2010.
- Su Yu Selected Works. Beijing: Military Science Press, 2004.
- Wu Jiulong {吴九龙}: Sunzi Proofread and Annotated (Sunzi jiaoshi 孙子校释). Beijing:Military Science Press, 1991